# Arrouya
L'arrouya est un cépage français de raisins noirs.

## Origine et répartition géographique
Il provient des Pyrénées. Dans le langage béarnais, arrouya signifie rouge ou rougeâtre.
Il est classé autorisé dans les départements Pyrénées-Atlantiques et Hautes-Pyrénées. En 1998, il couvrait près de 80 ha. L'arrouya a été délaissé après la reconstitution des vignobles du Béarn

## Caractères ampélographiques
- Extrémité du jeune rameau cotonneux blanc à liseré rosé.
- Jeunes feuilles duveteuses, à plages bronzées.
- Feuilles adultes, orbiculiares, entière ou à cinq lobes (faiblement), un sinus pétiolaire en lyre étroite, des dents ogivales et larges, un limbe duveteux-pubescent en dessous.

## Aptitudes culturales
Ce cépage débourre 5 jours après le Chasselas et sa maturité est de troisième époque moyenne: 30 jours après le Chasselas.
C'est un cépage de bonne vigueur et de bonne productivité.

## Potentiel technologique
Les grappes sont de taille moyenne et les baies sont moyennes. La grappe est pyramidale, avec 2 ailerons et compacte. Le cépage est très sensible au mildiou et au black-rot.
Il donne un vin rouge peu coloré et de moyenne qualité.

## Synonymes
L'arrouya est connu sous les noms de arhuya, aroyat, arrouyat, arroya, arruya, rouja et vieux-rouge.